# صحرا (فیلم ۲۰۱۷)
صحرا (به انگلیسی: Sahara) یک فیلم ماجرایی سه بعدی متحرک کامپیوتری فرانسوی-کانادایی محصول سال ۲۰۱۷ به کارگردانی پیر کوره در (اولین کارگردانی) خود و تهیه کنندگی ماندارین فیلم و استودیو کانال است. این فیلم در ۱۸ ژانویه ۲۰۱۷ اکران شد و نظرات منفی منتقدان را دریافت کرد.

## بازیگران
- عمر سی
- لوان امرا
- فرانک گاستامبید
- ونسان لاکوست
- گراند کورپ مالاد
- ژان دوژاردن